# Johann Bernhard Eysen
Johann Bernhard Eysen (getauft 20. Dezember 1769 in Frankfurt am Main; † 10. Juni 1838 ebenda) war ein Politiker der Freien Stadt Frankfurt.
Johann Bernhard Eysen war Bierbrauermeister in Frankfurt am Main. Von 1822 bis 1838 war er als Ratsverwandter Mitglied im Senat der Freien Stadt Frankfurt.
Er gehörte dem Gesetzgebenden Körper 1817, 1821 und 1830 an. Er gehörte der Ständigen Bürgerrepräsentation von 1815 bis 1822 an.